# Verdacht
Verdacht is een boek dat door Carry Slee is geschreven.

## Plot
In de woonplaats van Tess wordt de juwelier overvallen. Tess heeft voor school de buurt gefilmd voor een schoolproject en levert dat materiaal in bij de politie. Daarnaast gebeuren er allerlei dingen zoals ontvoeringen, diefstallen en ontstaan en nieuwe vriendschappen en relaties. 